# امرسون نورتون
امرسون نورتون (انگلیسی: Emerson Norton; ۱۶ نوامبر ۱۹۰۰ – ۱۰ مارس ۱۹۸۶) ورزشکار دو و میدانی اهل ایالات متحده آمریکا بود.